# Blainville-sur-Orne
Blainville-sur-Orne település Franciaországban, Calvados megyében. Lakosainak száma 5991 fő (2022. január 1.). Blainville-sur-Orne Bénouville, Biéville-Beuville, Colombelles, Hérouville-Saint-Clair és Ranville községekkel határos.

## Népesség
A település népességének változása:
| Lakosok száma | 2735 | 4390 | 4341 | 5395 | 5578 | 5610 | 5801 | 5855 | 5761 | 5991 |
|               | 1968 | 1982 | 1990 | 2006 | 2013 | 2015 | 2017 | 2019 | 2020 | 2022 |